# Волосница (приток Камы)
Волосница (в верховье Большая Волосница) — река в России, протекает по территории Омутнинского и Верхнекамского районов Кировской области.

## География и гидрология
Устье реки находится в 1421 км от устья Камы по левому берегу. Длина реки составляет 94 км, площадь водосборного бассейна — 927 км². В верхнем течении река называется Большая Волосница, её длина 39 км. После впадения Малой Волосницы оставшиеся 55 км река называется Волосница.
Исток реки в болотах в 8 км восточнее посёлка Песковка. Река течёт на север, в верхнем течении течёт параллельно ж/д Яр — Верхнекамская в нескольких километрах восточнее неё. Ниже впадения Малой Волосницы на реке существовала плотина и небольшое водохранилище, известное как «Волосницкий пруд». Волосницкий пруд был соединён с Большим Кирсинским прудом в городе Кирс Волосницким каналом, соединявшим бассейны верхней Камы и верхней Вятки. В конце XX века плотина Волосницкого пруда была разрушена и Волосницкий пруд, как и Волосницкий канал перестали существовать. Существуют планы восстановления пруда.
Далее река преодолевает обширные болота Кирсовое и Дымное, ниже их протекает упразднённый в 2013 году посёлок Фосфоритная, где принимает слева Большой Созим. Крупнейший приток Волосницы — Белая впадает в Волосницу незадолго до её устья. Волосница впадает в Каму у села Волосница.

## Притоки
(указано расстояние от устья)
- река Белая (пр)
- 25 км: река Малый Созим (лв)
- 31 км: река Большой Созим (лв)
- 55 км: река Малая Волосница (пр)

## Данные водного реестра
По данным государственного водного реестра России относится к Камскому бассейновому округу, водохозяйственный участок реки — Кама от истока до водомерного поста у села Бондюг, речной подбассейн реки — бассейны притоков Камы до впадения Белой. Речной бассейн реки — Кама.
Код объекта в государственном водном реестре — 10010100112111100000764.

## Галерея

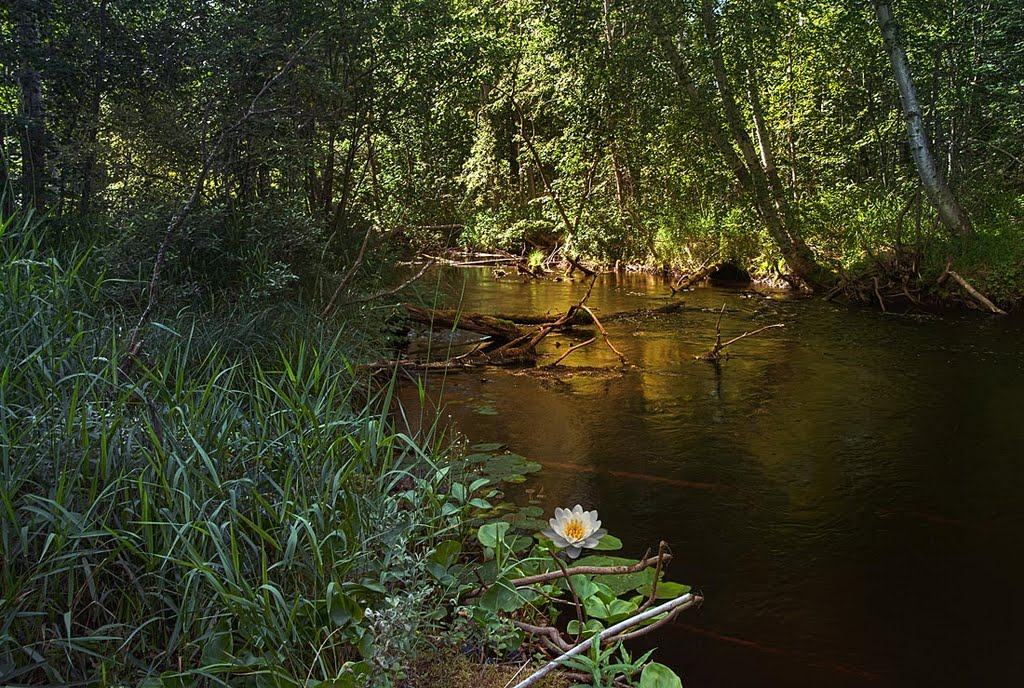
Волосница
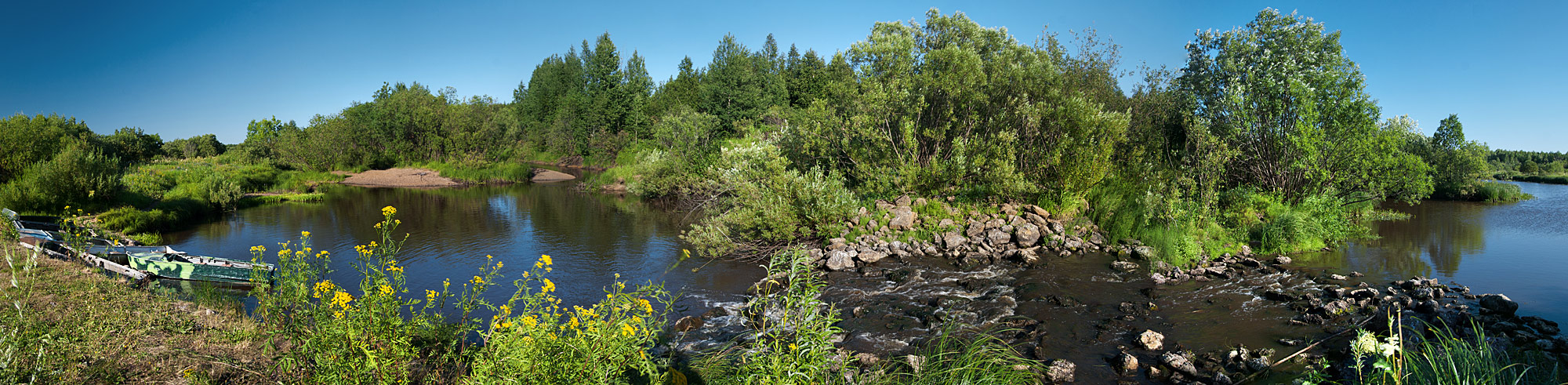
Волосница
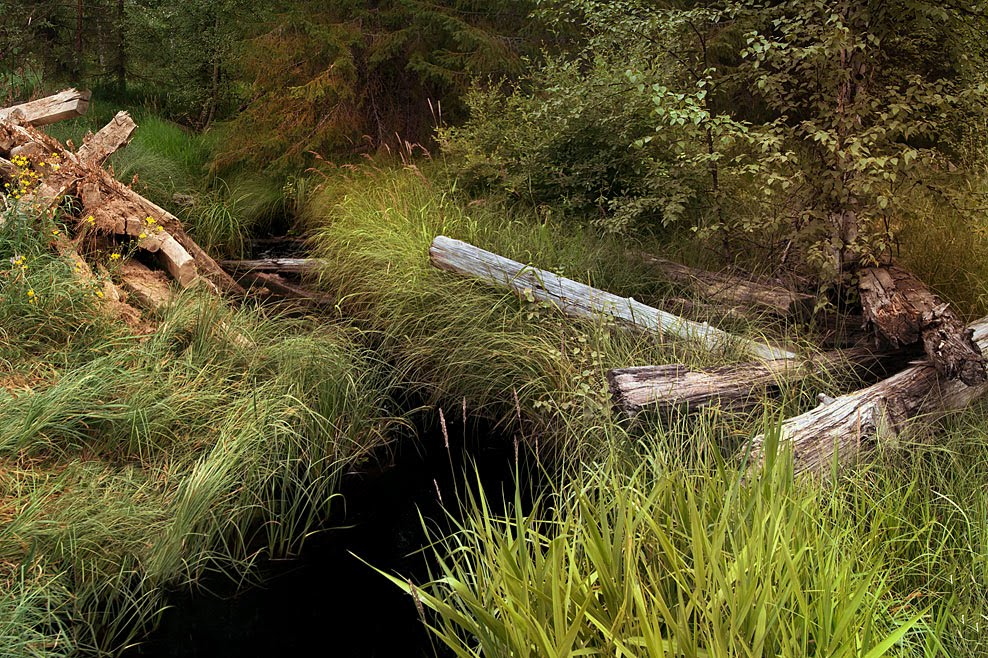
Малая Волосница
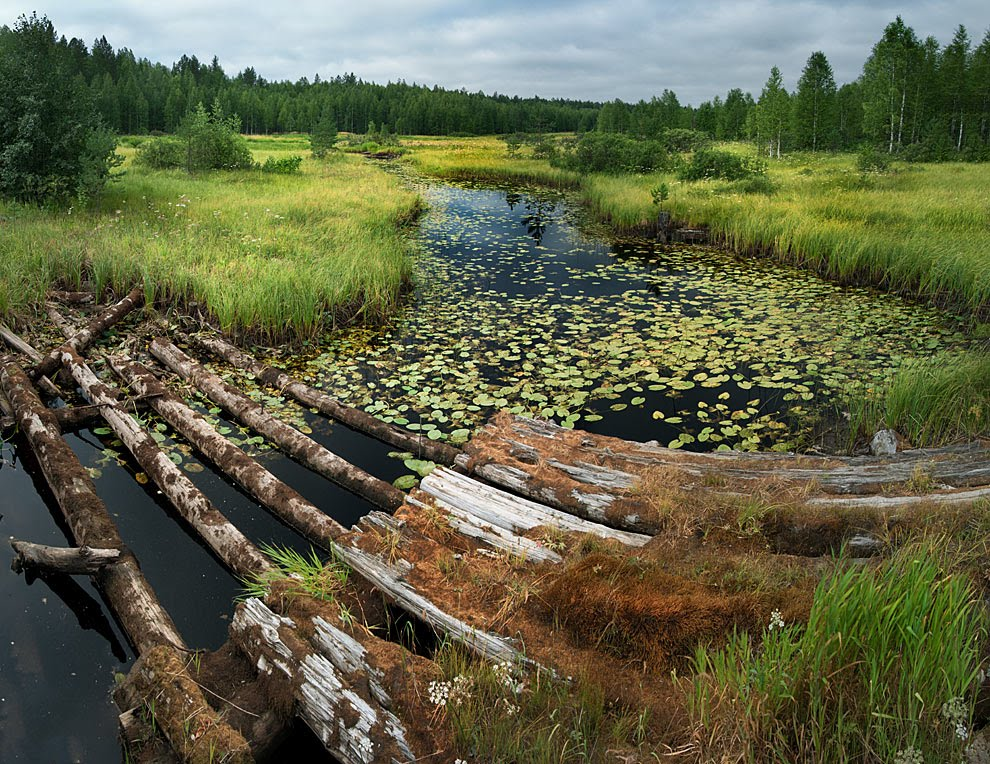
Большая Волосница
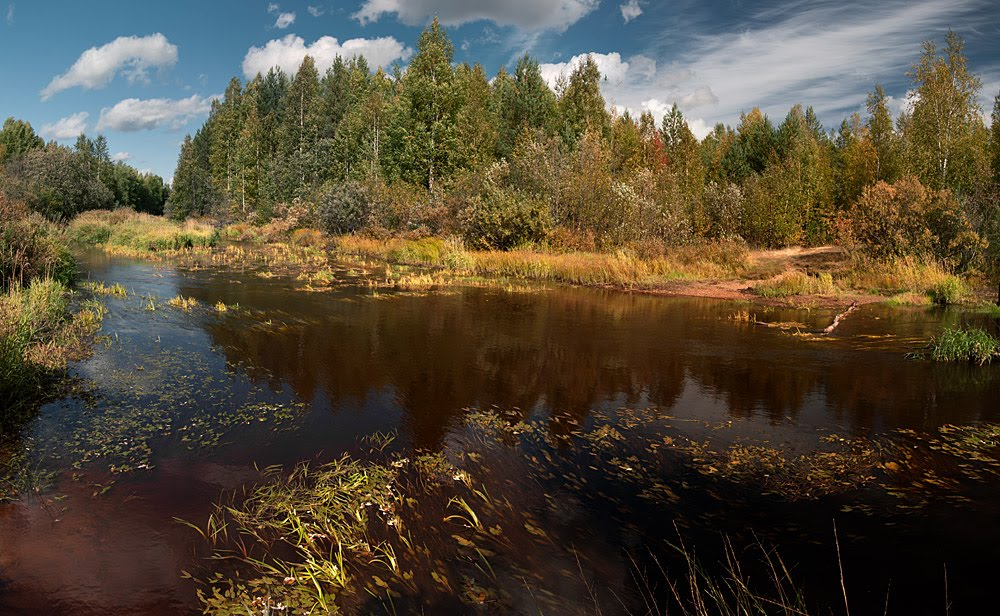
Волосница
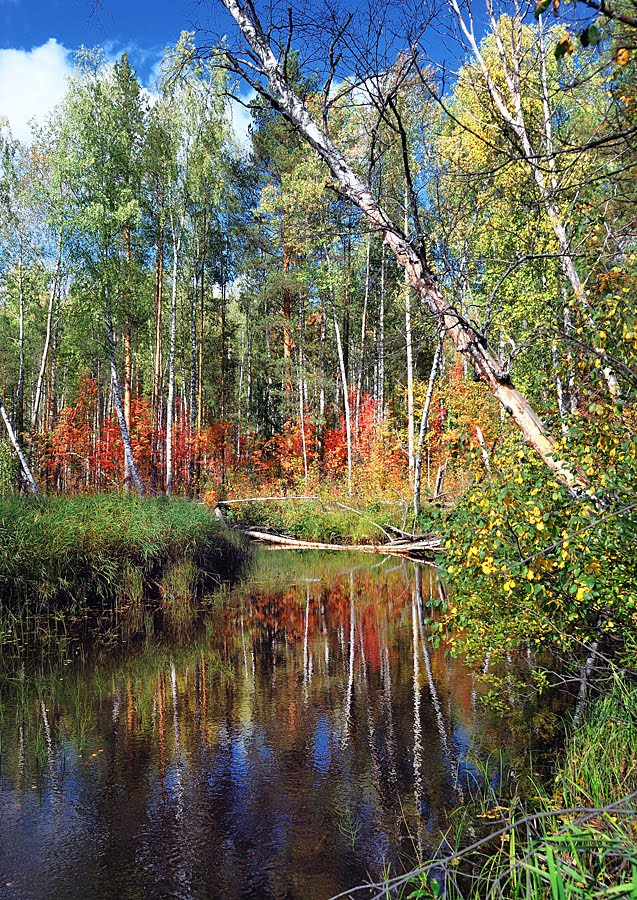
Волосница

## Топографические карты
- Лист карты O-39-21 Кирс. Масштаб: 1 : 100 000. Издание 1962 г.
- Лист карты O-39-22 Ожмегово. Масштаб: 1 : 100 000. Издание 1972 г.
- Лист карты O-39-33 Песковка. Масштаб: 1 : 100 000. Издание 1962 г.
- Лист карты O-39-34 Лупья. Масштаб: 1 : 100 000. Издание 1962 г.